# Obano-opstand
De Obano-opstand was een opstand in 1956 van Papoea's op Nieuw-Guinea tegen het Nederlands koloniaal gezag. De Nederlandse regering liet de opstand in het Wisselmerengebied neerslaan door het Korps Mariniers. Hierbij vielen meer dan 100 doden.
De Obano-opstand was een gevolg van cultuurverschillen en verschillen in opvattingen over recht tussen de bevolking van het Wisselmerengebied (tegenwoordig Paniai), de Ekagi, en het Nederlandse bestuur. De bevolking was pas kort voor de Tweede Wereldoorlog met het Nederlandse bestuur in aanraking gekomen, toen de bestuurspost Enarotali als eerste post in het binnenland van Nederlands-Nieuw-Guinea werd opgericht. De bevolking had al de nodige problemen gehad met de nieuwkomers en had ook de komst van de Japanners tijdens de Tweede Wereldoorlog niet weten te waarderen.
Door het bestuur van Nederlands-Nieuw-Guinea onder leiding van gouverneur Jan van Baal werd in 1953 opgeroepen het door de overheid gepropageerde recht te laten gelden in antwoord op de problemen in het gebied, en het door de bevolking aangehangen adat-recht te negeren. Dat gewoonterecht hield onder meer in dat mensen die beschuldigd werden van hekserij en overspel met pijlen gedood moesten worden. Wel moest schade worden betaald aan de nabestaanden in de vorm van varkens en kaurischelpen. Volgens het Nederlands recht was dit doodslag, en dat kon niet worden getolereerd. Het toepassen van het Nederlandse recht onder enige dwang werd door de Ekagi niet op prijs gesteld. 
Het uitbreken van mazelen, waardoor veel kinderen doodgingen, en een varkensziekte werden door de Ekagi gezien als het werk van door de Nederlanders meegenomen kwade geesten. De bevolking maakte de geïmporteerde roze varkens af.
Geleidelijk begon het in het gebied te gisten. Op 4 november 1956 werd in de Obano-vallei ten zuidwesten van het Paniai-meer een zendingsgebouw van de Amerikaanse zendingsorganisatie CAMA feestelijk geopend, en ook werd een nieuw zendingsvliegtuigje gedoopt. Opstandelingenleider Bunaibo, de yape ipuwe of eigenaar van de oorlog, ging met steun van een andere opstandeling, Dabakayame, in de aanval. Daarbij kwamen acht mensen, voornamelijk vertegenwoordigers van de zending om het leven. De opstandelingen belegerden de bestuurspost Enarotali. Op 7 november werden door de Marine Luchtvaartdienst mariniers aangevlogen die met behulp van mortieren de vrede moesten herstellen. De mariniers hadden de opdracht zo nodig raak te schieten. Uiteindelijk bleken de mortieren weinig bij te dragen aan het beëindigen van de opstand. Er werd een legertje van hulptroepen opgericht. Dit bestond uit bewoners van dorpen rond het Tigimeer die weinig met de opstandelingen op hadden. De meeste slachtoffers stierven door de pijlen van dit legertje. Uiteindelijk wist Nederland het gezag rond de Wisselmeren te herstellen door zelf een stammenstrijd te ontketenen tussen de verschillende bevolkingsgroepen, niet door eigen militair overwicht. 
Indonesië probeerde in die tijd de kwestie Nieuw-Guinea bij de Verenigde Naties op de agenda te krijgen. President Soekarno erkende het Nederlandse gezag over Nederlands-Nieuw-Guinea niet, en wilde het gebied bij Indonesië voegen. Gouverneur Van Baal was dan ook bevreesd dat de Obano-kwestie Indonesië in de kaart zou spelen, en probeerde berichtgeving in de pers te voorkomen.